# Bana Sevmeyi Anlat
Bana Sevmeyi Anlat (Brasil: Asas do Amor ) é uma telenovela turca de 2016, produzida por Ay Yapım e exibida pela Fox Turquia. Foi transmitida entre 26 de agosto de 2016 e 30 de janeiro de 2017, sendo encerrada com apenas 1 temporada devido aos baixos números de audiência.
No Brasil, foi exibida pela Band de 3 de julho a 16 de outubro de 2018 em 91 capítulos, no formato de telenovela substituindo Amor Proibido e sendo substituída por Minha Vida.

## Sinopse
Leyla está em um casamento infeliz há anos e na esperança de ter uma vida melhor para seu filho Rüzgar, se divorcia. Ela procura o apoio de seu pai, que lhe oferece a oportunidade de se casar com seu velho amigo Hasmet, um respeitado e bem sucedido homem de negócios.
No dia do casamento, Leyla descobre a verdade sobre Hasmet; por trás de sua fachada respeitável se esconde um atividade ilegal implacável.
Ela foge do casamento, com medo do futuro de seu filho, indo diretamente ao encontro de Alper, sócio de Hasmet e que apaixonado por Leyla ajuda a moça a escapar.
Lutando para criar sua filha sozinho, após um acidente de carro deixou sua esposa em coma e matou seu irmão, Alper começa a colocar sua vida de volta aos trilhos. Mas, quando ele ouve falar do comportamento de Hasmet, seu único pensamento é manter Leyla e seu filho Rüzgar seguros.
O casal logo se apaixona, escapam juntos, embarcando em uma perigosa jornada cheia de perigos, segredos e paixões e, apesar de seus esforços para se manterem separados, as circunstâncias continuam a mantê-los juntos.

## Elenco e personagens

### Principal
- Kadir Doğulu como Alper Eren
- Seda Bakan como Leyla Aydın Eren
- Mustafa Üstündağ como Haşmet Tuğcu
- Dolunay Soysert como Canan Güngör
- Kadir Çermik como Salih Aydın
- Mahperi Mertoğlu como Ayla Aydın
- Cemil Büyükdöğerli como Onur Bozan
- Bihter Dinçel como Suzan Giray
- Serdar Özer como Engin Kargı
- Aslı Orcan como Berna Eren
- Bahadır Vatanoğlu como Hakverdi Aydın
- Mine Kılıç como Ezgi Güneş
- Emir Çubukçu como Burak Tuğcu
- Gülper Özdemir como Simge Aydın
- İlayda Alişan como Eylül Eren
- Naz Sayıner como Mercan Eren
- Salah Tolga Tuncer
- Çisem Çancı
- Lavinya Ünlüer como Çiçek Eren

## Dublagem em português
| Personagem | Dublador/Dubladora |
| ---------- | ------------------ |
| Leyla      | Carolina Macedo    |
| Alper      | Sean Stanley       |
| Hasmet     | Michael le Bellot  |
| Canan      | Tina Roma          |
| Berna      | Carla Cardoso      |
| Engin      | Marcos Ommati      |
| Ezgi       | Lilian Paiva       |
| Salih      | Alexandre Correa   |
| Ayla       | Roberta Alves      |
| Onur       | Alexandre Neto     |
| Hackverdi  | Airam Pinheiro     |
| Cicek      | Marta Rhaulin      |
| Eylul      | Tammy Alonso       |
| Burack     | Rodrigo Paiva      |
| Suzan      | Maria Rocha        |
| Mercan     | Danielle Merseguel |
| Simge      | Flávia Macedo      |
| Ridvan     | Ricardo Peres      |
| Serkan     | Jorge da Rocha Jr. |

Diferentemente das telenovelas turcas anteriores - todas dubladas em estúdios paulistas - a Band optou desta vez por um produto com dublagem internacional, realizada pela Universal Cinergía Dubbing, em Miami, nos Estados Unidos, com vozes pouco conhecidas por aqui. A dublagem foi realizada entre maio e junho de 2016.